# Viviers-lès-Offroicourt
Viviers-lès-Offroicourt est une commune française située dans le département des Vosges, en région Grand Est.

## Géographie

### Communes limitrophes
Les communes limitrophes sont Domjulien, Estrennes, Gemmelaincourt et Offroicourt.

### Géologie et relief
Zones forestières du Malaumont, du Four, du Bouchaux et de la Haie.

### Sismicité
Commune située dans une zone 1 de sismicité très faible.

### Hydrographie et les eaux souterraines
Hydrogéologie et climatologie : Système d’information pour la gestion des eaux souterraines du bassin Rhin-Meuse :
Territoire communal : Occupation du sol (Corinne Land Cover); Cours d'eau (BD Carthage),
Géologie : Carte géologique; Coupes géologiques et techniques,
 Hydrogéologie : Masses d'eau souterraine; BD Lisa; Cartes piézométriques.

#### Réseau hydrographique
La commune est située dans le bassin versant du Rhin et le bassin versant de la Meuse au sein du bassin Rhin-Meusele bassin versant de la Meuse. Elle est drainée par le ruisseau du Val d'Arol, le ruisseau du Pre de la Blanche et le ruisseau du Puits de Haie,.
Le Val d'Arol, d'une longueur totale de 13,9 km, prend sa source dans la commune de Domjulien et se jette dans la Madon à Marcheprime, après avoir traversé neuf communes.

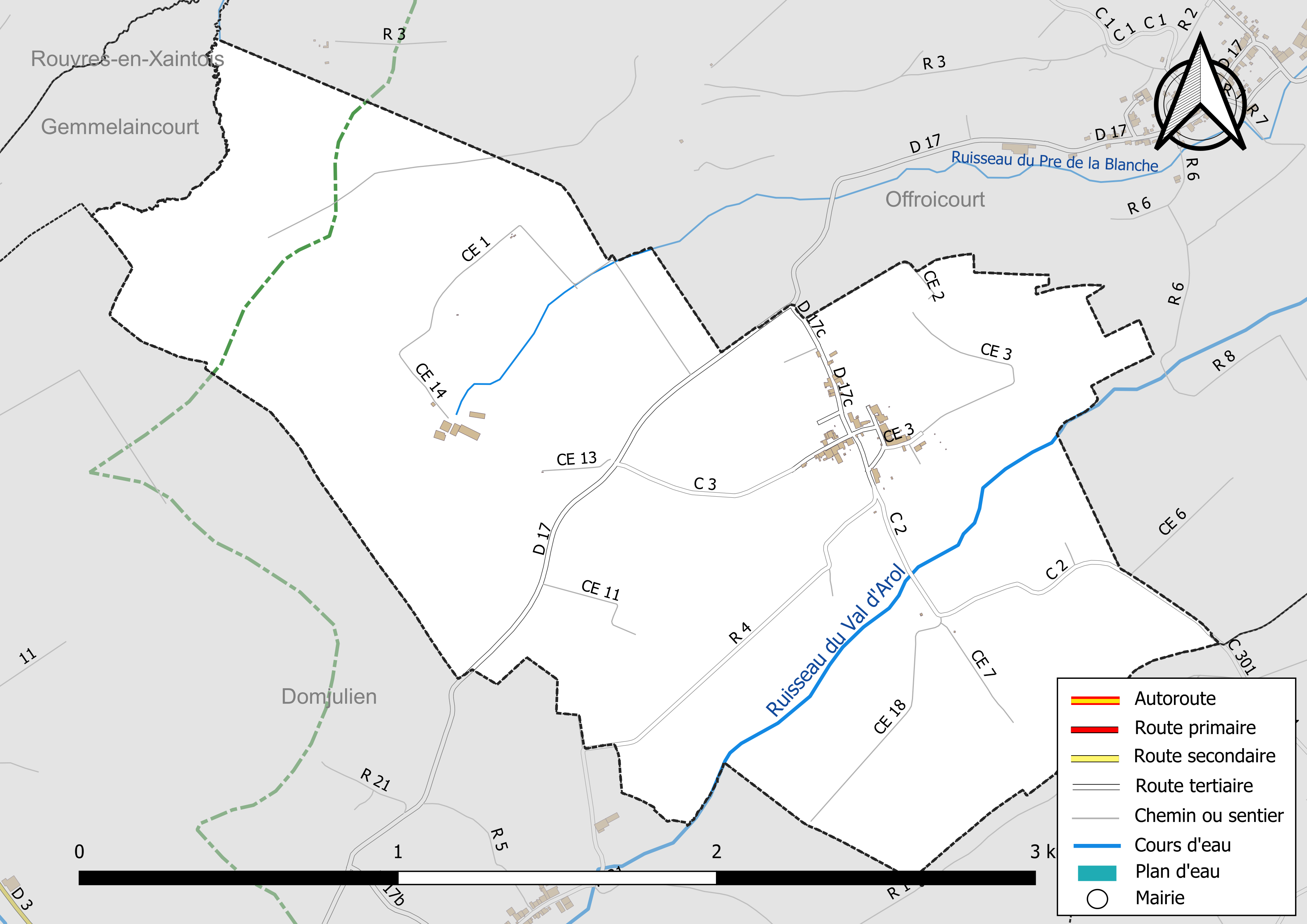
Réseaux hydrographique et routier de Viviers-lès-Offroicourt.

#### Gestion et qualité des eaux
Le territoire communal est couvert par le schéma d'aménagement et de gestion des eaux (SAGE) « Nappe des Grès du Trias Inférieur ». Ce document de planification, dont le territoire comprend le périmètre de la zone de répartition des eaux de la nappe des Grès du trias inférieur (GTI), d'une superficie de 1 497 km2,  est en cours d'élaboration. L’objectif poursuivi est de stabiliser les niveaux piézométriques de la nappe des GTI et atteindre l'équilibre entre les prélèvements et la capacité de recharge de la nappe. Il doit être cohérent avec les objectifs de qualité définis dans les SDAGE Rhin-Meuse et Rhône-Méditerranée. La structure porteuse de l'élaboration et de la mise en œuvre est le conseil départemental des Vosges.
La qualité des cours d’eau peut être consultée sur un site dédié géré par les agences de l’eau et l’Agence française pour la biodiversité.

### Climat
Pour des articles plus généraux, voir Climat du Grand Est et Climat des Vosges.
En 2010, le climat de la commune est de type climat des marges montargnardes, selon une étude du Centre national de la recherche scientifique s'appuyant sur une série de données couvrant la période 1971-2000. En 2020, Météo-France publie une typologie des climats de la France métropolitaine dans laquelle la commune est dans une zone de transition entre le climat océanique altéré et le climat océanique altéré et est dans la région climatique Lorraine, plateau de Langres, Morvan, caractérisée par un hiver rude (1,5 °C), des vents modérés et des brouillards fréquents en automne et hiver.
Pour la période 1971-2000, la température annuelle moyenne est de 9,6 °C, avec une amplitude thermique annuelle de 16,7 °C. Le cumul annuel moyen de précipitations est de 1 008 mm, avec 13,2 jours de précipitations en janvier et 9,4 jours en juillet. Pour la période 1991-2020, la température moyenne annuelle observée sur la station météorologique de Météo-France la plus proche, « Mirecourt-inra », sur la commune de Mirecourt à 8 km à vol d'oiseau, est de 10,4 °C et le cumul annuel moyen de précipitations est de 824,3 mm. 
La température maximale relevée sur cette station est de 39,5 °C, atteinte le 25 juillet 2019 ; la température minimale est de −19,5 °C, atteinte le 20 décembre 2009,,.
Les paramètres climatiques de la commune ont été estimés pour le milieu du siècle (2041-2070) selon différents scénarios d'émission de gaz à effet de serre à partir des nouvelles projections climatiques de référence DRIAS-2020. Ils sont consultables sur un site dédié publié par Météo-France en novembre 2022.

## Urbanisme

### Typologie
Au 1er janvier 2024, Viviers-lès-Offroicourt est catégorisée commune rurale à habitat très dispersé, selon la nouvelle grille communale de densité à sept niveaux définie par l'Insee en 2022.
Elle est située hors unité urbaine. Par ailleurs la commune fait partie de l'aire d'attraction de Mirecourt, dont elle est une commune de la couronne,. Cette aire, qui regroupe 33 communes, est catégorisée dans les aires de moins de 50 000 habitants,.

### Occupation des sols
L'occupation des sols de la commune, telle qu'elle ressort de la base de données européenne d’occupation biophysique des sols Corine Land Cover (CLC), est marquée par l'importance des territoires agricoles (74,2 % en 2018), une proportion identique à celle de 1990 (74,2 %). La répartition détaillée en 2018 est la suivante : 
prairies (46 %), forêts (25,8 %), terres arables (22,6 %), cultures permanentes (5,6 %). L'évolution de l’occupation des sols de la commune et de ses infrastructures peut être observée sur les différentes représentations cartographiques du territoire : la carte de Cassini (XVIIIe siècle), la carte d'état-major (1820-1866) et les cartes ou photos aériennes de l'IGN pour la période actuelle (1950 à aujourd'hui).

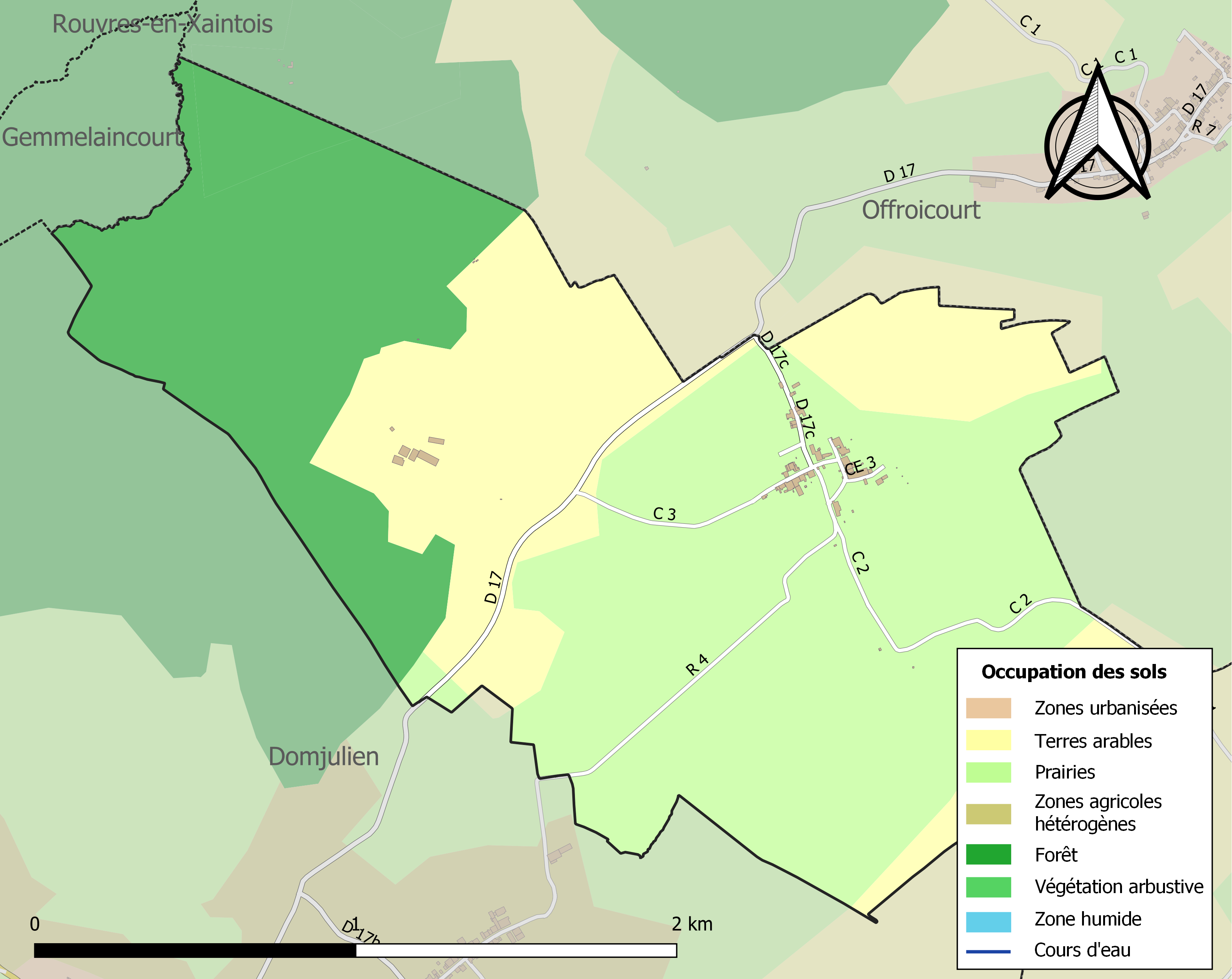
Carte des infrastructures et de l'occupation des sols de la commune en 2018 (CLC).

### Habitat et logement
En 2018, le nombre total de logements dans la commune était de 22, alors qu'il était de 18 en 2013 et de 20 en 2008.
Parmi ces logements, 60,8 % étaient des résidences principales, 21,8 % des résidences secondaires et 17,4 % des logements vacants. Ces logements étaient pour 100 % d'entre eux des maisons individuelles et pour 0 % des appartements.
Le tableau ci-dessous présente la typologie des logements à Viviers-lès-Offroicourt en 2018 en comparaison avec celle des Vosges et de la France entière. Une caractéristique marquante du parc de logements est ainsi une proportion de résidences secondaires et logements occasionnels (21,8 %) supérieure à celle du département (9,7 %) et à celle de la France entière (9,7 % également). Concernant le statut d'occupation de ces logements, 76,9 % des habitants de la commune sont propriétaires de leur logement (91,7 % en 2013), contre 64,2 % pour les Vosges et 57,5 % pour la France entière.
| Typologie                                               | Viviers-lès-Offroicourt | Vosges | France entière |
| ------------------------------------------------------- | ----------------------- | ------ | -------------- |
| Résidences principales (en %)                           | 60,8                    | 79     | 82,1           |
| Résidences secondaires et logements occasionnels (en %) | 21,8                    | 9,7    | 9,7            |
| Logements vacants (en %)                                | 17,4                    | 11,3   | 8,2            |

### Voies de communications et transports

#### Voies routières
- Autoroute A31 : Échangeurs Châtenois, Bulgnéville.

#### Transports en commun

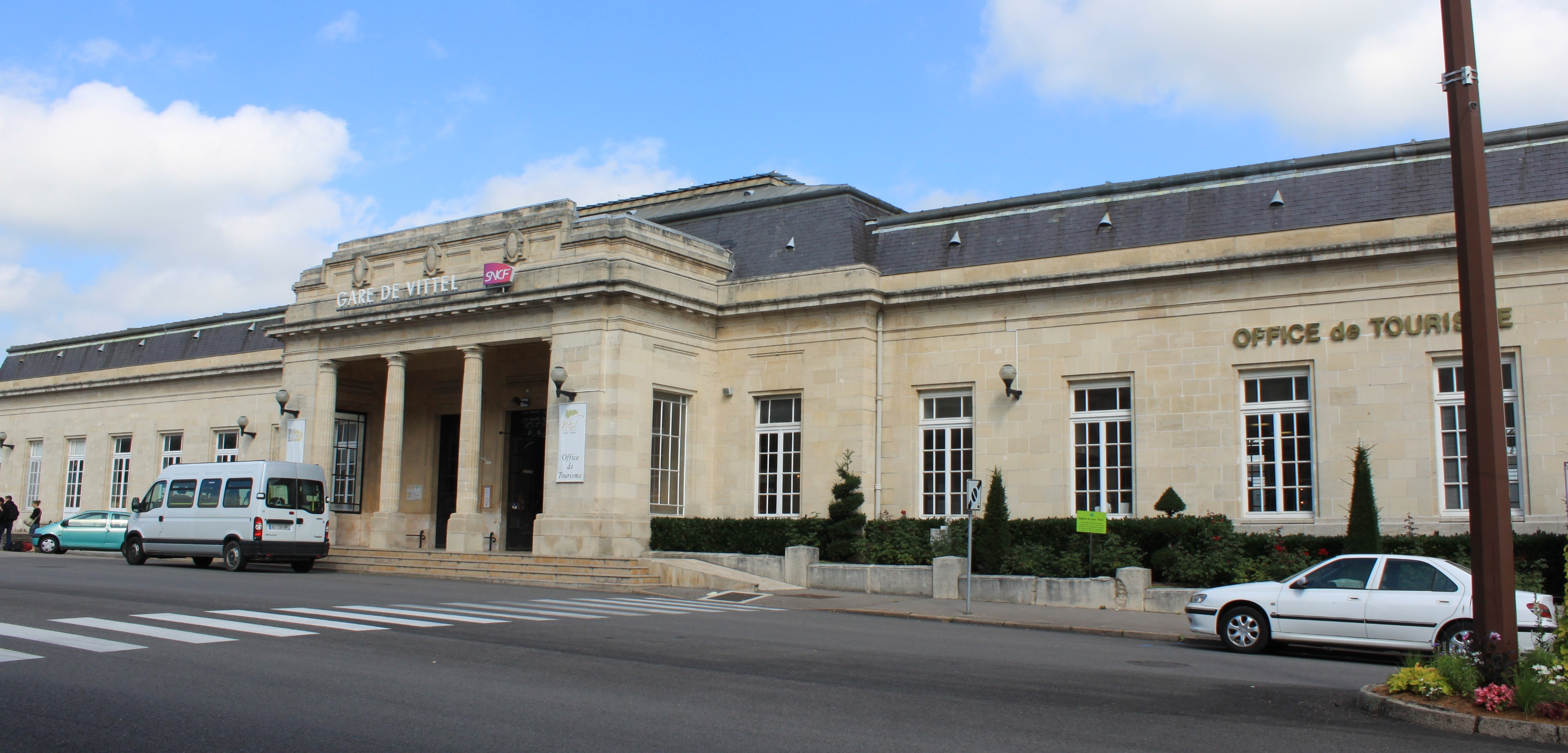
Gare de Vittel.

- Fluo Grand Est.

#### Lignes SNCF
- Gare de Contrexéville
- Gare de Vittel
- Gare de Neufchâteau
- Gare de Merrey

## Toponymie
Le nom de la localité est attesté sous les formes De Offrocurte juxta Viveri (XIe siècle) ; De Viverio (1195) ; Viviers desous Monfort (1304) ; De Viveriis (1402) ; Vivier (1477) ; Viviers près Offroicourt (1566) ; Vivier près Offroicourt (XVIe siècle) ; Vivier près Hoffroicour (1656) ; Vivier-lès-Offroicourt (1751).

Viviers : du latin vivarium (« vivier »). De l,oïl vivier « pièce d'eau dans laquelle on conserve le poisson »
La préposition « lès » permet de signifier la proximité d'un lieu géographique par rapport à un autre lieu. En règle générale, il s'agit d'une localité qui tient à se situer par rapport à une ville voisine plus grande. La commune française de Viviers indique qu'elle se situe près de Offroicourt.

## Histoire
Au XVIIe siècle la seigneurie appartenait, en partie, à la Baronnie de Serocourt,. Au XVIIIe siècle entre la famille de Sommièvre et le Duc de Lorraine.

### Héraldique
Commune sans blason.

## Politique et administration

### Rattachements administratifs et électoraux

#### Rattachements administratifs
La commune se trouve depuis 1926 dans l'arrondissement de Neufchâteau du département des Vosges.
Elle faisait partie depuis 1793 du canton de Vittel. Dans le cadre du redécoupage cantonal de 2014 en France, cette circonscription administrative territoriale a disparu, et le canton n'est plus qu'une circonscription électorale.

#### Rattachements électoraux
Pour les élections départementales, la commune fait partie depuis 2014 d'un  nouveau canton de Vittel porté de 21 à 45 communes.
Pour l'élection des députés, elle fait partie de la quatrième circonscription des Vosges.

### Intercommunalité
Viviers-lès-Offroicourt était membre de la communauté de communes de Bulgnéville entre Xaintois et Bassigny, un établissement public de coopération intercommunale (EPCI) à fiscalité propre créé fin 1992  et auquel la commune avait transféré un certain nombre de ses compétences, dans les conditions déterminées par le code général des collectivités territoriales.
Dans le cadre des dispositions de la loi portant nouvelle organisation territoriale de la République du 7 août 2015, qui prévoit que les établissements publics de coopération intercommunale (EPCI) à fiscalité propre doivent avoir un minimum de 15 000 habitants, cette intercommunalité a fusionné avec sa voisine pour former, le 1er janvier 2017, la communauté de communes Terre d'Eau, dont est désormais membre la commune.

### Liste des maires
| Période                                  | Période                        | Identité                    | Étiquette | Qualité |
| ---------------------------------------- | ------------------------------ | --------------------------- | --------- | ------- |
| Les données manquantes sont à compléter. |                                |                             |           |         |
| avant 1988                               |                                | André Couchot               |           |         |
|                                          |                                | Paul Hocqueloux (1919-2010) |           |         |
| Les données manquantes sont à compléter. |                                |                             |           |         |
| mars 2001                                | avril 2014                     | Jean-Michel Marcelin        |           |         |
| avril 2014                               | mai 2020                       | Line Petit                  |           |         |
| mai 2020                                 | automne 2022                   | Norbert Hocquard            |           | Artisan |
| septembre 2022                           | En cours (au 16 décembre 2022) | Anne Riche-Marchal          |           |         |

## Économie

### Entreprises et commerces

#### Agriculture
- Élevage de vaches laitières.
- Élevage d'ovins et de caprins.

#### Tourisme
- Hébergements et restauration à Rouvres-en-Xaintoix, Mirecourt, Contrexéville, Dombasle-devant-Darney.

#### Commerces
- Commerces et services de proximité.

## Population et société

### Démographie

#### Évolution démographique
L'évolution du nombre d'habitants est connue à travers les recensements de la population effectués dans la commune depuis 1793. Pour les communes de moins de 10 000 habitants, une enquête de recensement portant sur toute la population est réalisée tous les cinq ans, les populations de référence des années intermédiaires étant quant à elles estimées par interpolation ou extrapolation. Pour la commune, le premier recensement exhaustif entrant dans le cadre du nouveau dispositif a été réalisé en 2006.

En 2022, la commune comptait 27 habitants, en évolution de −22,86 % par rapport à 2016 (Vosges : −2,96 %, France hors Mayotte : +2,11 %).
| 1793 | 1800 | 1806 | 1821 | 1831 | 1836 | 1841 | 1846 | 1856 |
| ---- | ---- | ---- | ---- | ---- | ---- | ---- | ---- | ---- |
| 198  | 160  | 238  | 214  | 238  | 252  | 251  | 259  | 209  |

| 1861 | 1866 | 1876 | 1881 | 1886 | 1891 | 1896 | 1901 | 1906 |
| ---- | ---- | ---- | ---- | ---- | ---- | ---- | ---- | ---- |
| 236  | 241  | 228  | 210  | 187  | 173  | 179  | 179  | 152  |

| 1911 | 1921 | 1926 | 1931 | 1936 | 1946 | 1954 | 1962 | 1968 |
| ---- | ---- | ---- | ---- | ---- | ---- | ---- | ---- | ---- |
| 128  | 116  | 103  | 94   | 86   | 80   | 77   | 71   | 56   |

| 1975 | 1982 | 1990 | 1999 | 2006 | 2011 | 2016 | 2021 | 2022 |
| ---- | ---- | ---- | ---- | ---- | ---- | ---- | ---- | ---- |
| 34   | 42   | 38   | 36   | 30   | 27   | 35   | 30   | 27   |

### Enseignement
Établissements d'enseignements : 
- Écoles maternelles et primaires à Rouvres-en-Xaintois, Remoncourt, Baudricourt, Haréville, Oëlleville.
- Collèges à Mirecourt, Vittel, Mandres-sur-Vair, Contrexéville, Châtenois.
- Lycées à Mirecourt, Mandres-sur-Vair, Contrexéville, Harol.

### Santé
Professionnels et établissements de santé :
- Médecins à Remoncourt, Gironcourt-sur-Vraine, Mattaincourt, Vittel, Mirecourt.
- Pharmacies à Remoncourt, Gironcourt-sur-Vraine, Mattaincourt, Vittel, Mirecourt.
- Hôpitaux à Mattaincourt, Vittel, Mirecourt, Ville-sur-Illon.

### Cultes
- Culte catholique, Paroisse Saint-Pierre-Fourier - Mirecourt[35], Diocèse de Saint-Dié

## Culture locale et patrimoine

### Lieux et monuments

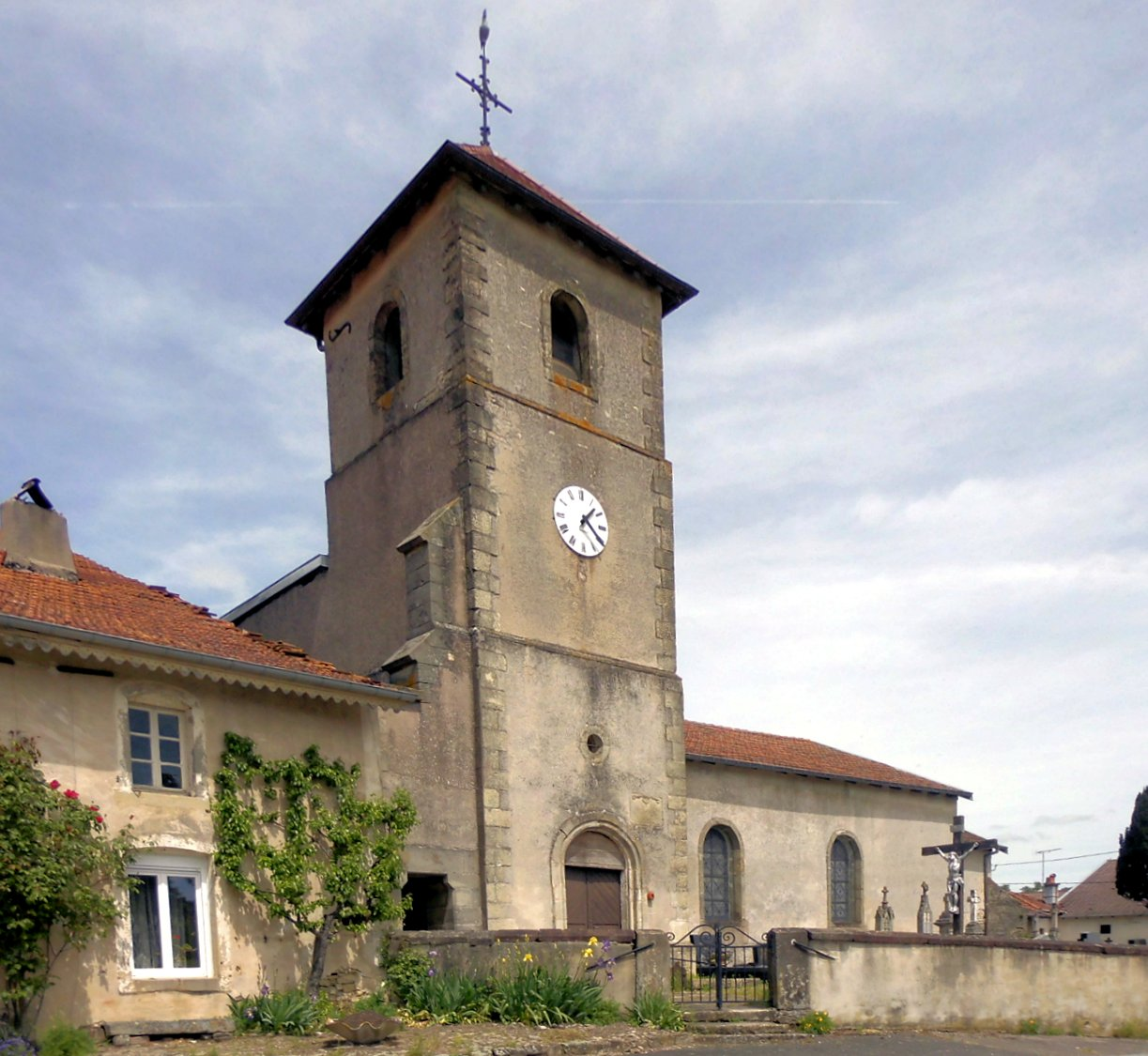
Église Saint-Èvre.
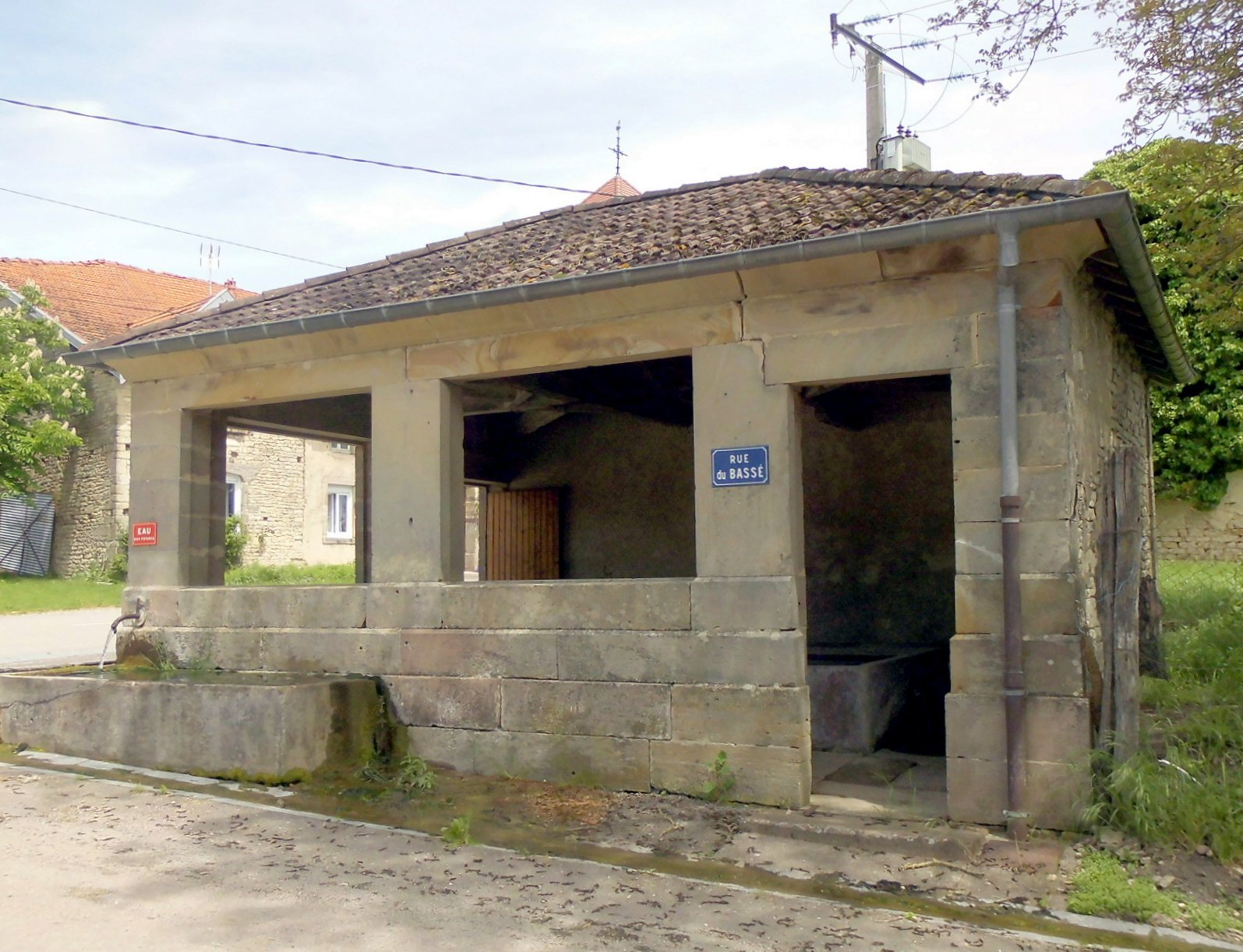
Lavoir.

- Église Saint-Èvre[36].

Statue Saint évêque : Èvre de Toul.
- Monument aux morts 1914-1918[38],[39].
- Lavoirs de 1857[40].
- Trois Zones naturelles d'intérêt écologique, faunistique et floristique (Znieff) [41].

## Pour approfondir